# Болл, Бенджамин
Бенджамин Болл (20 апреля 1833, Неаполь — 23 февраля 1893, Париж) — французский психиатр английского происхождения, профессор психической медицины Парижского факультета. 
Родился в Неаполе, отец — англичанин, а мать — уроженка Швейцарии. Получил гражданство в 1849 году и всю свою профессиональную жизнь провёл в Париже.
Он изучал медицину у Жака-Жозефа Моро де Тура и Жана-Мартена Шарко и был ассистентом Шарля Ласега в больнице Сальпетриер. Во время стажировки стал лауреатом Медицинской академии (Prix Portal, в сотрудничестве с Шарко). Стал доктором медицины в 1862 году. В 1877 году Бенджамин Болл первым назначен на Клиническую кафедру психических и церебральных болезней парижского факультета в ущерб[что?] своему сопернику Валентину Маньяну.
В сотрудничестве с Жюлем Бернаром Люисом основали в 1881 году журнал L’Encéphale.
Болл — автор многочисленных работ, касающихся психических заболеваний, таких как «Об эротическом безумии» (La folie érotique) и «О бреде преследования» (Du délire des persécutions, а также «Уроки психических заболеваний» (Leçon sur les maladies mentales)). В 1885 году он опубликовал новаторский трактат «О морфиномании» (La morphinomanie), в котором показал токсические эффекты кокаина, которые в то время ещё не были полностью признаны.

## Избранные письменные произведения
- - Hallucinations de la vue et de l’ouïe, traitées avec succès par le haschisch, Gazette des hôpitaux, 3 juillet 1856.
  - Des Embolies pulmonaires, Paris, A. Coccoz, 1862, 149 p. lire en ligne [archive] sur Gallica.
  - Du rhumatisme viscéral,Paris, P. Asselin, 1866, 167 p.
  - La médecine mentale à travers les siècles, Paris, P. Asselin, 1879, 39 p.
  - De la claustrophobie: mémoire lu à la société médico-psychologique, Paris, impr. de E. Donnaud, 1879, 11 p.
  - Leçons sur les maladies mentales, Paris, Asselin et Houzeau, 1890 [1re éd. 1880], 1042 p. lire en ligne [archive] sur Gallica.
  - La morphinomanie, 2e éd. revue et augmentée [1re éd. 1885, chez Asselin et Houzeau], E. Lefrançois (Paris), 1888, 248 p. lire en ligne [archive] sur Gallica.
  - La folie érotique, Paris, J.-B. Baillière, 1888, 158 p.
  - Du délire des persécutions, ou Maladie de Lasègue, Paris, Asselin et Houzeau, 1890, 107 p. lire en ligne [archive] sur Gallica.